# Kotlina Żywiecka

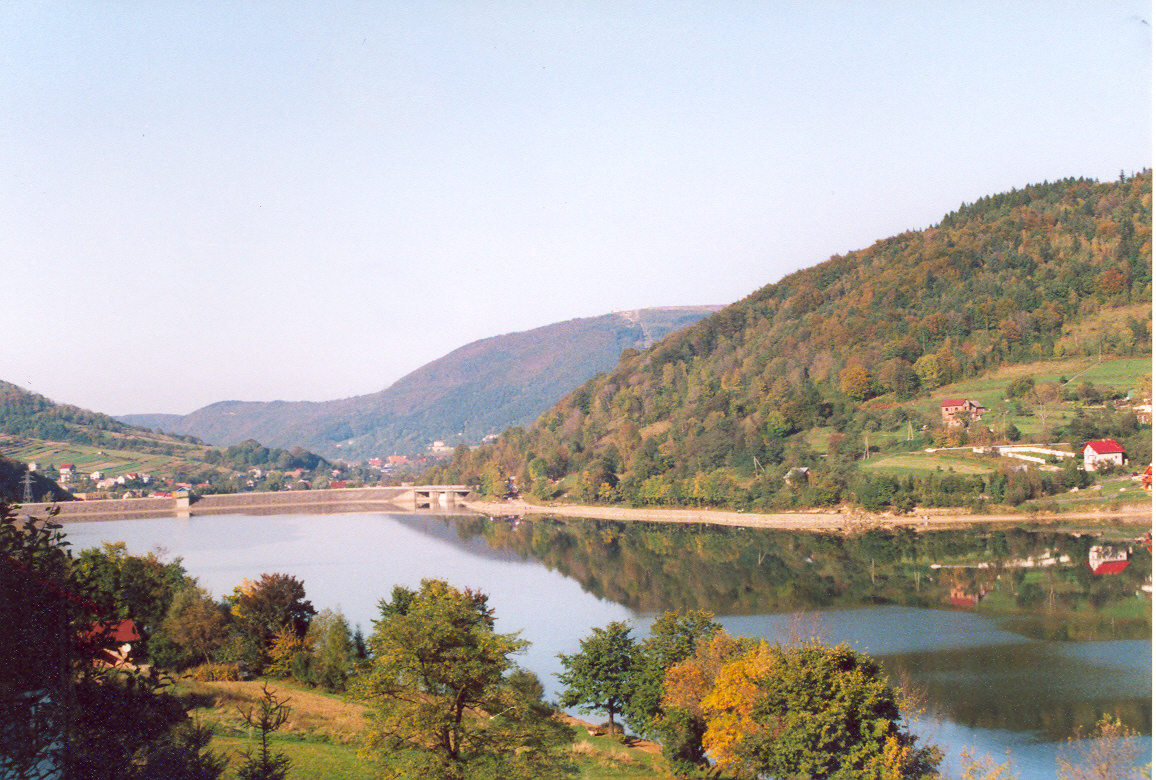
Jezioro Żywieckie z widoczną zaporą w Tresnej

Kotlina Żywiecka (513.46) – duża kotlina śródgórska w Beskidach Zachodnich, której centrum znajduje się w rejonie ujścia do Soły jej dwóch dużych dopływów: prawobrzeżnej Koszarawy i lewobrzeżnej Żylicy.
Według naukowej regionalizacji Polski opracowanej przez Jerzego Kondrackiego Kotlina Żywiecka ograniczoną jest od zachodu przez Beskid Śląski, od północy – przez Pogórze Śląskie (łączy się z nim przez Bramą Wilkowicką) i Beskid Mały, zaś od południowego wschodu i południa przez Beskid Makowski i Beskid Żywiecki. Ma trójkątny kształt, długość z zachodu na wschód około 20 km, szerokość z południa na północ około 15 km i powierzchnię około 320 km². Dno kotliny leży na wysokości 340 – 500 m n.p.m. Opada ono bardzo łagodnie (2-4°) w kierunku wschodnim i północno-wschodnim ku rzece Sole. W dnie wyróżnić można dwa stopnie: niższy, którym płynie Soła wraz z dopływami oraz wyższy, widoczny wyraźnie w zachodniej części Kotliny na wysokości od 80 do 120 m ponad korytami rzek. Wzdłuż Soły, Żylicy, Leśnianki, Koszarawy i Łękawki występują terasy denne - powierzchnie prawie zupełnie poziome, zbudowane z nanosów rzecznych. Pozostałe części Kotliny charakteryzują się występowaniem niewysokich wzgórz i niskich, obłych grzbietów, porozdzielanych dolinkami licznych potoków.
Południowa część Kotliny Żywieckiej stanowi klasyczny przykład okna tektonicznego. Okno tektoniczne Żywca jest tzw. oknem podwójnym: w obrębie płaszczowiny śląskiej spod jednostki godulskiej odsłania się tu jednostka cieszyńska, a spod jednostki cieszyńskiej – płaszczowina podśląska. Daje to dobrą możliwość poznania tektoniki fliszu karpackiego w tej części Beskidów.
Spiętrzone przez zaporę w Tresnej wody rzeki Soły tworzą Jezioro Żywieckie, zajmujące północną część kotliny. Na południe od jeziora, w centrum kotliny leży Żywiec. Charakterystycznym elementem panoramy Kotliny Żywieckiej jest masyw Grojca (612 m n.p.m.) w widłach Soły i Koszarawy, dominujący od południowego wschodu nad zabudowaniami Żywca.
Wierzchowina kotliny pokryta jest dość urodzajnymi glebami brunatnymi. Wskutek tego od dawna był to region silnie wykorzystywany rolniczo i niemal pozbawiony lasów, które wycięte zostały pod uprawę roli. Największym ośrodkiem przemysłowym regionu jest miasto Żywiec. Mimo znacznego przekształcenia środowiska przyrodniczego region ma jednak walory turystyczno-rekreacyjne dzięki sąsiedztwu wysokich gór Beskidu Żywieckiego i Śląskiego oraz obecności dużego zbiornika wodnego. Lokalny klimat jest jednak niekorzystny, gdyż ukształtowanie terenu sprawia, że w kotlinie tworzą się przy bezwietrznej pogodzie zastoiska zimnego powietrza, dłuższy jest też okres trwania przymrozków i większe zanieczyszczenie powietrza (smog).